# Falling for Christmas
Falling for Christmas ist ein US-amerikanischer Weihnachtsfilm von Janeen Damian aus dem Jahr 2022. Die romantische Komödie erschien am 10. November 2022 weltweit über den Streaminganbieter Netflix.

## Handlung
Die verwöhnte Hotelerbin Sierra Belmont ist von ihrem Vater gerade zur „Vice President für Ambiente“ des Luxushotels in Aspen ernannt worden. Eigentlich hat sie wenig Interesse am Hotel und verbringt ihre Tage mit Müßiggang. Als ihr Freund, der Influencer Tad Fairchild, zu Besuch kommt, wollen sie ein Fotoshooting auf dem Berggipfel machen. Dort macht ihr Tad einen Heiratsantrag. Doch gerade als sie antworten will, verliert sie das Gleichgewicht und stürzt den Berg hinunter. Sie kracht mit dem Kopf an einen Baum und wird bewusstlos. Jake Russell, der Besitzer der North Star Lodge, die gerade in finanziellen Schwierigkeiten steckt, findet sie und bringt sie ins nahe gelegene Krankenhaus.
Am nächsten Morgen wacht Sierra Belmont ohne Gedächtnis auf. Sie kann sich an nichts vor dem Aufprall erinnern. Die Ärzte geben Sierra an Jake, da sie meinen, dass alles Vertraute ihr helfen kann, besser als ein Krankenhausaufenthalt es könnte. Sierra erhält von Jakes Tochter Avy den Namen Sarah, der eigentlich einem Stofftier gehört. Zunächst hat Sierra Probleme damit, sich in das Leben in der North Star Lodge einzufinden, doch langsam freundet sie sich mit Avy, Jake und Jakes Schwiegermutter an. Sie erfährt, dass Jakes Frau viel zu früh verstorben ist – ein Verlust, unter dem er immer noch sehr leidet.
In der Zwischenzeit wird auch Tad gefunden. Er findet Unterschlupf bei dem Wilderer Ralph, der ihn unter seine Fittiche nimmt. Da sein Wagen defekt ist, schlagen sich die beiden durch die verschneite Wildnis zum Hotel durch. Das Verschwinden von Sierra und Tad bleibt im Hotel jedoch unbemerkt, da die Angestellten einen Zettel finden, auf dem steht, dass die beiden einen Trip machen.
Sierra gelingt es, Jakes Lebensgeister zu wecken. Sie hat eine Idee für eine Fundraising-Veranstaltung, die die kleine Lodge retten soll. Sie organisiert eine Party, bei der zufriedene Kunden des Hotels eingeladen werden – eine Art Reunionsfeier. Als diese stattfindet, kommt die ganze Stadt und unterstützt die Lodge mit Spendengeldern. Zugleich stellt der Bürgermeister die Lodge unter Denkmalschutz. Zwischenzeitlich kam Sierras Vater nach Hause und lässt nach seiner Tochter fahnden. Schließlich greift die Polizei Ralph auf und bringt ihn und Tad zurück. Eigentlich soll Ralph wegen Wilderei verhaftet werden, doch Tad setzt sich für ihn ein und er kommt frei.
Schließlich finden sie Sierra auf dem Höhepunkt des Festes. Langsam kommt ihr Gedächtnis zurück. Sie bedankt sich bei Jake und verabschiedet sich. Im Hotel verspürt sie allerdings eine innere Leere. Sie hat sich geändert und ist nicht mehr die verwöhnte Hotelerbin. Beauregard beschließt schließlich als Zeichen der Dankbarkeit in die North Star Lodge zu investieren. Auf dem Weg in die Verlobungsreise lässt sie auch Tad stehen. Auch Jake versucht sie aufzuhalten. Tad brennt schließlich mit einem Hotelangestellten durch. Jake und Sierra küssen sich und werden ein Paar. Die Presse bringt die Story über Sierras Verschwinden und die Lodge kann sich vor Kundschaft nicht mehr retten.
Alle feiern zusammen Weihnachten und sind glücklich.

## Hintergrund
Der Film ist Lindsay Lohans Comeback als Schauspielerin, nachdem sie ab 2010 nur noch in wenigen ausgewählten Rollen zu sehen war. Zudem war sie von den Vereinigten Staaten nach Europa und Dubai gezogen. Ihr Comeback kündigte sie bereits 2019 in einem Neujahrsspecial auf CNN an. Sie selbst ist auch als Executive Producer an dem Film beteiligt. Die Dreharbeiten begannen am 8. November 2021 in Salt Lake City, Utah unter dem Arbeitstitel Christmas in Wonderland. Die Szenen in der North Star Lodge wurden in der Stein Eriksen Lodge in Park City gedreht. Regie übernahm Janeen Damian, die bereits für Hallmark Channel diverse Weihnachtsfilme umsetzte. Ihr Mann Michael Damian übernahm die Produktion zusammen mit Brad Krevoy. Am 1. März 2022 gab Netflix bekannt, dass sich die Partnerschaft mit Lohan mit Irish Wish auf mindestens einen weiteren Film erstrecken wird.
Der Film erschien am 10. November 2022 auf der Streamingplattform Netflix. Einen Tag vorher fand die Premiere im Paris Theater in Manhattan statt, bei dem ein Großteil der Crew anwesend war.

## Musik
Bereits im Trailer ist eine von Lindsay Lohan gesungene Coverversion von Jingle Bell Rock von Bobby Helms zu hören. Dies lehnt sich an ihren Auftritt in der Teenager-Komödie Girls Club – Vorsicht bissig! (2004) an, wo sie zu diesem Song tanzte. Der Song wurde am 4. November 2022 als Single veröffentlicht. Diese enthält einen Rap-Part von Ali Tomineek. Daneben erschienen auf dem Soundtrack zwei weitere Lieder. Chord Overstreet sang Everybody Loves Christmas und Lindsay Lohans Schwester Aliana Lohan, die ebenfalls eine Rolle im Film hat, sang Jingle Bells. Der Soundtrack zum Film mit einem Score von Nathan Lanier erschien am 11. November 2022.
1. Jingle Bell Rock (Lindsay Lohan featuring Ali Tomineek)
2. Everybody Loves Christmas (Chord Overstreet)
3. Jingle Bells (Aliana Lohan)
4. Morning Entourage
5. Belmont Stakes
6. Brunch With Beau
7. North Star Lodge
8. Your Chariot Awaits
9. Is This Thing Safe?
10. Snowmobile
11. Avy's Wish / Down the Mountain
12. Jane Doe
13. Where Am I?
14. Raccoon vs. Granny Gown
15. Cabin in the Woods
16. Making Breakfast
17. Missing
18. Tangles & Bubbles
19. Christmas Village
20. Joy to the World / Making Memories
21. Jake's Angel
22. It's Not You...It's You
23. Topping the Tree
24. Find My Daughter
25. The Dress
26. Giving Back
27. Christmas Morning
28. The Wish Was for You
29. Reservations
30. A Christmas to Remember

## Rezeption

### Zuschauerzahlen
Falling for Christmas hatte auf Netflix in den ersten vier Tagen die meisten Zuschauer für einen englischsprachigen Film seit Mai 2022. Im Vergleich mit anderen Streamingplattformen war der Film in der ersten Woche der erfolgreichste Film und verdrängte Enola Holmes 2, ebenfalls von Netflix, auf Platz 2. Damit wurde der Film ein Hit für den Streamingdienst.

### Kritiken
Auf Rotten Tomatoes erreichte der Film ein Kritikerrating von 62 % basierend auf 55 Reviews. Das Lexikon des internationalen Films schrieb: „Die romantische Komödie entwickelt aus der ‚Fish out of Water‘-Situation der mit dem Goldenen Löffel im Mund geborenen High-Society-Lady, die unter normale Menschen gerät, nur ziemlich lahmen Witz und lässt sie schnell in den Hintergrund treten, um sich mehr auf gefühlig-weihnachtliche Wohlfühl-Romantik vor stimmungsvoller Kulisse zu verlassen.“
Auf Filmstarts schrieb Sidney Schering, der Film sei ein „(un)dankbares Comeback von Lindsay Lohan.“. Es handele sich um bei dem Film um eine „Netflix-Adventsromantik vom Fließband und eine Schauspielerin, die weder an frühere Glanzmomenten noch an vergangene Katastrophen anknüpft: ‚Falling For Christmas‘ ist eine filmgewordene Weihnachts-Grußkarte mit Aussichten auf ein (späteres) Lindsay-Lohan-Comeback im Kleingedruckten.“ Auf Glamour bezeichnete Hannah Madlener den Film als eher mittelmäßig. „‚Falling for Christmas‘ ist eine Stufe über den Hallmark-Weihnachtsfilmen (…), einfach nur, weil er sich nicht so ernst nimmt. Lindsay Lohan begibt sich sogar auf das Slapstick-Comedy-Niveau, indem sie mit Waschbären und Toiletten kämpft. Und auch der Unfall, der ihre Amnesie zur Folge hat, ist keinesfalls ernst zu nehmen. Aber um wirklich gut zu sein oder zumindest so schlecht, dass es wieder lustig ist, hat einfach noch etwas gefehlt.“